# Derris maingayana
Derris maingayana är en ärtväxtart som beskrevs av John Gilbert Baker. Derris maingayana ingår i släktet Derris och familjen ärtväxter. IUCN kategoriserar arten globalt som livskraftig. Inga underarter finns listade i Catalogue of Life.